# Lajos Keresztes
Lajos Keresztes   (Udvarhely County, 30 d'abril de 1900 - Budapest, 9 d'agost de 1978) va ser un lluitador hongarès, especialista en lluita grecoromana, que va competir durant la dècada de 1920.
El 1924 va prendre part en els Jocs Olímpics de París, on va guanyar la medalla de plata en la competició del pes lleuger del programa de lluita grecoromana. Quatre anys més tard, als Jocs d'Amsterdam, guanyà la medalla d'or en la mateixa categoria.